# 中国驻苏里南大使列表
本列表为中華人民共和國驻苏里南历任大使名录。

## 历任中国驻苏里南大使

### 附：中华民国驻巴拉馬利波副领事（1944年－1950年）
1944年，中华民国在荷属圭亚那首府巴拉馬利波设立副领事馆。1950年，荷兰承认中华人民共和国，中华民国撤销驻荷兰使领馆。
| 姓名   | 任命          | 到任          | 免职          | 离任      | 领事职务 | 备注 | 备注 |
| ------ | ------------- | ------------- | ------------- | --------- | -------- | ---- | ---- |
| 苏尚骥 | 1944年1月17日 | 1944年6月27日 | 1949年3月11日 |           | 副领事   |      |      |
| 宗良杞 | 1949年3月11日 |               |               | 1950年1月 | 副领事   |      |      |

### 中华人民共和国驻苏里南大使（1976年至今）
1976年5月28日，中华人民共和国与苏里南建交。
| 姓名   | 任命           | 任命           | 到任           | 递交国书       | 免职           | 免职           | 离任          | 外交衔级 | 外交职务     | 备注     |
| 姓名   | 全国人大常委会 | 主席           | 到任           | 递交国书       | 全国人大常委会 | 主席           | 离任          | 外交衔级 | 外交职务     | 备注     |
| ------ | -------------- | -------------- | -------------- | -------------- | -------------- | -------------- | ------------- | -------- | ------------ | -------- |
| 李景春 | 不適用         | 不適用         | 1977年5月12日  | 1977年5月17日  | 不適用         | 不適用         | 1977年7月     |          | 临时代办     | 筹备开馆 |
| 李超   | 1976年12月2日  | 不適用         | 1977年7月12日  | 1977年7月21日  | 1983年5月9日   | 不適用         | 1983年6月12日 | 大使     | 特命全权大使 |          |
| 晏鸿亮 | 1983年6月23日  | 不適用         | 1983年9月3日   | 1983年9月15日  | 1987年6月23日  | 1987年12月3日  | 1987年11月    | 大使     | 特命全权大使 |          |
| 沈智焕 | 1987年6月23日  | 1987年12月3日  | 1987年12月14日 | 1987年12月17日 | 1991年6月29日  | 1991年10月31日 | 1991年10月    | 大使     | 特命全权大使 |          |
| 汤柏生 | 1991年6月29日  | 1991年10月31日 | 1991年10月     | 1991年11月6日  | 1994年7月5日   | 1994年10月19日 | 1994年10月    | 大使     | 特命全权大使 |          |
| 周兴兴 | 1994年7月5日   | 1994年10月19日 | 1994年10月     | 1994年11月1日  | 1996年12月30日 | 1997年3月28日  | 1997年3月     | 大使     | 特命全权大使 |          |
| 李建英 | 1996年12月30日 | 1997年3月28日  | 1997年3月      | 1997年4月8日   | 2000年7月8日   | 2001年2月16日  | 2001年1月     | 大使     | 特命全权大使 |          |
| 胡守勤 | 2000年7月8日   | 2001年2月16日  | 2001年2月      | 2001年2月20日  | 2003年6月28日  | 2003年11月18日 | 2003年8月     | 大使     | 特命全权大使 |          |
| 陈京华 | 2003年6月28日  | 2003年11月18日 | 2003年10月27日 | 2003年11月3日  | 2006年4月29日  | 2006年9月19日  | 2006年8月     | 大使     | 特命全权大使 |          |
| 苏格   | 2006年4月29日  | 2006年9月19日  | 2006年9月18日  | 2006年9月28日  | 2009年4月24日  | 2009年9月14日  | 2009年7月     | 大使     | 特命全权大使 |          |
| 袁南生 | 2009年4月24日  | 2009年9月14日  | 2009年8月29日  | 2009年9月8日   | 2012年8月31日  | 2013年3月13日  | 2013年2月21日 | 大使     | 特命全权大使 |          |
| 杨子刚 | 2012年8月31日  | 2013年3月13日  | 2013年3月11日  | 2013年3月12日  | 2015年12月27日 | 2016年5月3日   | 2016年4月     | 大使     | 特命全权大使 |          |
| 张晋雄 | 2015年12月27日 | 2016年5月3日   | 2016年5月12日  | 2016年5月25日  | 2018年2月24日  | 2018年9月7日   | 2018年7月     | 大使     | 特命全权大使 |          |
| 刘全   | 2018年2月24日  | 2018年9月7日   | 2018年8月19日  | 2018年9月14日  | 2021年4月29日  | 2021年9月3日   | 2021年6月     | 大使     | 特命全权大使 |          |
| 韩镜   | 2021年4月29日  | 2021年9月3日   | 2021年8月1日   | 2021年8月23日  |                | 2024年11月26日 | 2024年7月14日 | 大使     | 特命全权大使 |          |
| 林棘   |                | 2024年11月26日 | 2024年11月3日  | 2024年11月4日  | 现任           |                |               | 大使     | 特命全权大使 |          |